# تپه قلای درویشان
تپه قلای درویشان مربوط به هزاره اول قبل از میلاد است و در جنوبغرب بوکان واقع شده و این اثر در تاریخ ۱۶ دی ۱۳۴۵ با شمارهٔ ثبت ۵۹۸ به‌عنوان یکی از آثار ملی ایران به ثبت رسیده است.